# Математичка географија
Математичка географија је физичкогеографска дисциплина која проучава Земљу као небеско тело, њен положај и кретање у васиони, као и последице тог положаја и кретања на географска обележја Земље.
Може се тумачити као и примена математичких метода у географији.

## Повезаност са другим наукама
Математичка географија је блиско повезана астрономијом, математиком и геодезијом.